# Mersin, Akçaabat
Mersin là một thị trấn thuộc huyện Akçaabat, tỉnh Trabzon, Thổ Nhĩ Kỳ. Dân số thời điểm năm 2011 là 3.091 người.